# Осипова, Татьяна Андреевна
Татьяна Андреевна Осипова (урождённая Рощина, род. 23 сентября 1987, Кокчетав, Казахская ССР) — казахстанская лыжница, участница Олимпийских игр в Ванкувере. Универсал, одинаково успешно выступает как в спринтерских так и в дистанционных гонках.

## Карьера
В Кубке мира Рощина дебютировала в 2007 году, в ноябре 2009 года впервые попала в десятку лучших на этапах Кубка мира, в эстафете. Всего на сегодняшний момент имеет 2 попадания в десятку лучших на этапах Кубка мира, оба в командных соревнованиях, в личных гонках не поднималась выше 35-го места и очков в зачёт Кубка мира не завоёвывала.
На Олимпиаде-2010 в Ванкувере стала 36-й в гонке на 10 км коньком и 9-й в эстафете.
За свою карьеру принимала участие в трёх чемпионатах мира, лучший результат 10-е место в эстафете на чемпионате мира-2009, а в личных соревнованиях 31-е место в гонке на 10 км классикой на чемпионате мира-2011.
Использует лыжи производства фирмы Fischer.
В настоящее время выступает под фамилией Осипова.